# Hermanos Rigual
Los Hermanos Rigual fueron un trío vocal e instrumental cubano radicado en México, conocido en la década de 1960 por un repertorio de temas latinos. Lo formaban Pedro Rigual (nacido el 29 de junio de 1918), Carlos (4 de noviembre de 1920 y fallecido en 1994) y Mario (nacido el 19 de noviembre de 1922 y fallecido en 2017), todos nativos de Guantánamo  e hijos de Juana Rodríguez y Ángel Rigual.  
El trío es recordado particularmente por algunas canciones que llegaron a adquirir fama internacional como canción del verano, entre ellas Cuando calienta el sol, canción nicaragüense o argentina llevada al éxito en Europa en la versión original en español por el grupo italiano Los Marcellos Ferial.

## Historia
Los hermanos Rigual viajaron desde su ciudad natal a la capital, La Habana, en 1943, para probar fortuna como cantantes y guitarristas. Finalizada la Segunda Guerra Mundial, en 1947, emigraron a México donde debido al éxito obtenido, decidieron radicarse. Mantuvieron sin embargo contacto con su país de origen, donde regresaron en 1950 para recibir su primer disco de oro.
En México compusieron sus más famosas canciones, desde Corazón de melón, a La del vestido rojo y  México, hasta que  en 1961 llegó el éxito más conocido: Cuando calienta el sol, compuesto por Rafael Gastón Pérez, cantautor nicaragüense, que en la letra original de la canción decía "Cuando calienta el sol en Masachapa", que a la postre es una playa de ensueño en el departamento de Managua, Nicaragua. 
Esta canción fue seguida en el curso de los años siguientes por versiones de muchos artistas, incluyendo Javier Solis, Vikki Carr, Anacani, Luis Miguel, el cantante belga Helmut Lotti, y Trini Lopez, lo que permitió al trío afianzarse en el mercado discográfico europeo, especialmente en Portugal, España e Italia. 
En España en particular, el tema fue recibido con gran fervor y posicionado rápidamente al tope de ventas como canción de la temporada.
En 1963 el trío intentó repetir el éxito con Cuando brilla la luna, que no alcanzó el nivel de aceptación de la anterior.
En México el trío fue contratado para interpretar películas musicales como Cucurrucucú, paloma 1964, y Despedida de casada 1968. Al mismo tiempo continuaron realizando presentaciones y giras junto a otros artistas y conjuntos orquestales, entre ellos  Chico O'Farril, Mario Bauzá, Chucho Zarzos y Ennio Morricone. Con el virtuoso del piano y organista Avelino Muñoz produjeron la clásica La Guayabita.
La actividad artística los llevó en giras mundiales que incluyeron Argentina, Estados Unidos, Canadá e Italia. En este último país participaron del Festival de San Remo en 1964.

## Polémica
La historia de Cuando calienta el sol encierra una vieja polémica sobre su autoría, ya que según diversas fuentes, especialmente nicaragüenses, el título original era «Cuando calienta el sol en Masachapa», compuesto en realidad por Rafael Gastón Pérez, y vendidos sus derechos por muy poco dinero a los hermanos Rigual.

## Discografía

### 33 RPM
- 1963: Los Hermanos Rigual (RCA Victor, LPM 10132)
- 1965: Guitarra amor mío (RCA Victor, LSP 10166)

### 45 RPM
- 1962: Cuando calienta el sol/La del vestido rojo (RCA Victor, N 1300)
- 1963: Llorando me dormi/Envidias (RCA Victor, N 1324)
- 1963: Cuando brilla la luna/Dona cibeles (RCA Victor, N 1348)
- 1963: Blanca como paloma (RCA Victor, N 1353)

## Principales éxitos
Algunos de los principales temas de los hermanos Rigual, según la compilación Grandes Éxitos de Los Hermanos Rigual, publicada en 1999:
- Cuando calienta el sol
- La del vestido rojo
- María Isabel
- Corazón de melón
- Piel Canela
- Cuando brilla la luna
- Ven, amorcito ven
- Caliente, caliente
- Vuela, vuela Mariposa
- El pollo de Carlitos
- Se acabaron los millonarios
- Mani tostao
- Que te parece
- El Chiqui Cha